# Wellton Hills, Arizona
Wellton Hills je naseljeno područje za statističke svrhe u američkoj saveznoj državi Arizona. Prema popisu stanovništva iz 2010. u njemu je živjelo 258 stanovnika.